# فيروس تورامي
فيروس تورامي (بالإنجليزية: Polyomavirus)‏ هو الجنس الوحيد في عائلة 'الفيروسات التورامية'، و هي فيروسات دنا (دنا مزدوج السلسلة، حوالي 5000 زوج من القواعد ، جينوم حلقي)، صغيرة (قطرها 40 - 50 نم)، وشكلها عشروني الوجوه، ولا تمتلك غلاف بروتيني دهني، ويحتمل أن تكون مسرطنة (مسببة للأورام); كما أنها كثيرا ما تستمر في عدوى كامنة لدى المضيف دون أن تظهر أعراض، لكن قد تنتج أورام لدى مجموعة من الأنواع المختلفة، أو لدى المضيف ذو الجهاز المناعي غير الفعال.